# Dendropanax proteus
Dendropanax proteus är en araliaväxtart som först beskrevs av John George Champion och George Bentham, och fick sitt nu gällande namn av George Bentham. Dendropanax proteus ingår i släktet Dendropanax och familjen Araliaceae. Inga underarter finns listade.

## Bildgalleri

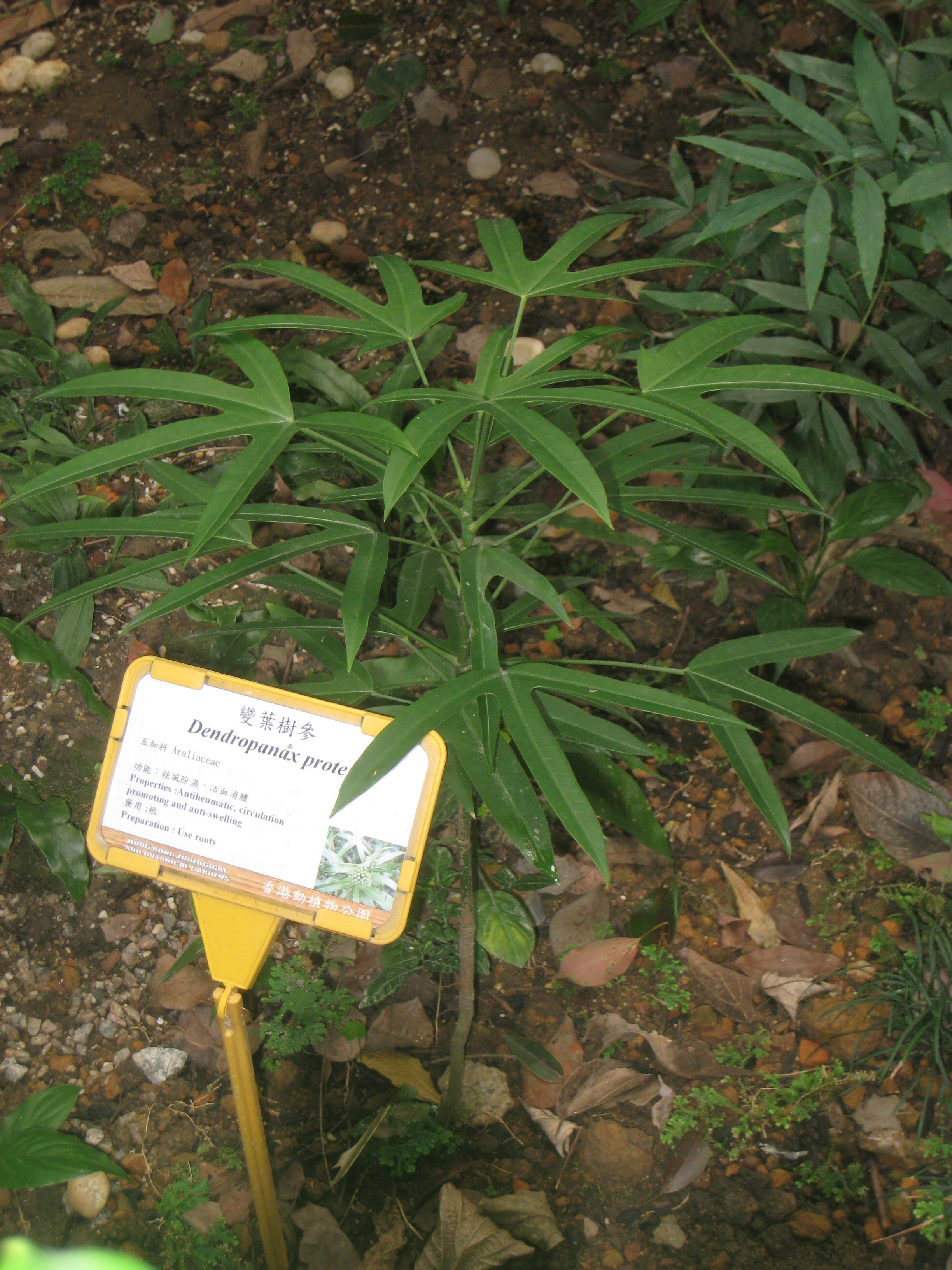